# Нгуен Тхи Ким Нган
Нгуен Тхи Ким Нган (вьет. Nguyễn Thị Kim Ngân, 12 апреля 1954, Бенче, Государство Вьетнам) — государственный и политический деятель Социалистической Республики Вьетнам. Председатель Национального Собрания (с 31 марта 2016 года по 30 марта 2021 года).

## Биография
Нгуен Тхи Ким Нган родилась 12 апреля 1954 года в уезде Зёнгчом провинции Бенче во Вьетнаме.
Была министром финансов, главой государственного казначейства, а затем первым вице-премьером с 2006 по 2016.
31 марта 2016 года Национальное Собрание Вьетнама утвердило Нгуен Тхи Ким Нган председателем парламента.
На съезде Коммунистической партии Вьетнама в 2016 году, она была одним из четырёх «ключевых лидеров» Вьетнама, наряду с генеральным секретарём партии Нгуен Фу Чонгом, президентом Чан Дай Куангом и премьер-министром Вьетнама Нгуен Суан Фук.

## Награды
- Орден «Солидарность» (2018, Куба)[3][неавторитетный источник].